# Myiagra inquieta
Myiagra inquieta là một loài chim trong họ Monarchidae.